# Платошкин, Николай Николаевич
Николай Николаевич Плато́шкин (род. 19 октября 1965, Мещерино, Московская область) — советский и российский дипломат, историк и политолог, общественный и политический деятель.
Доктор исторических наук, доцент, заведующий кафедрой международных отношений и дипломатии Московского гуманитарного университета. Автор ряда работ по истории XX века и переводов зарубежных монографий, в прошлом — политический эксперт на телевидении. Лидер движения «За новый социализм».
21 октября 2020 года на учредительном съезде «Социалистической партии Российской Федерации» (СПРФ) был избран её председателем, однако Министерство юстиции Российской Федерации отказало партии в государственной регистрации.

## Биография

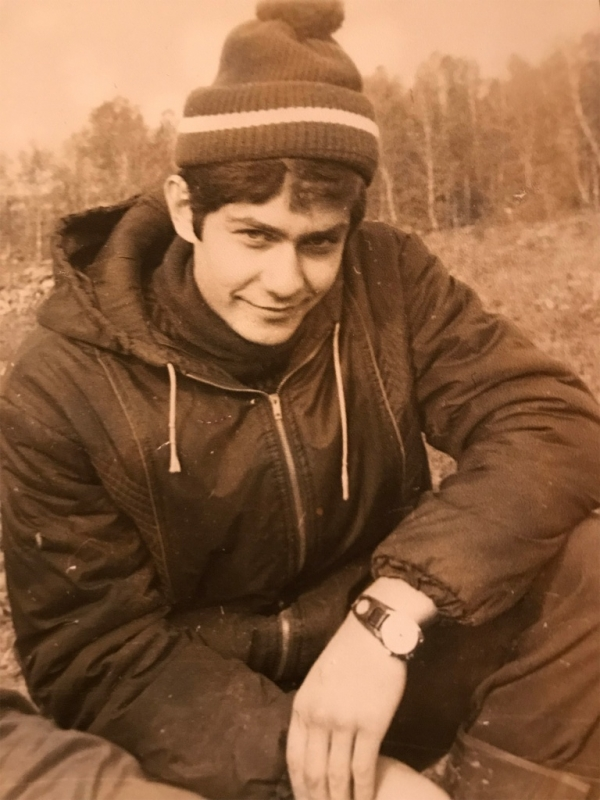
Николай Платошкин в молодости

Николай Платошкин родился 19 октября 1965 года в селе Мещерино Ступинского района Московской области, русский. Родители работали в совхозе: мать (окончила академию имени Тимирязева) — агрономом, отец (окончил Институт механизации сельского хозяйства имени Горячкина) — инженером.
Окончил Чулковскую среднюю школу № 20 с золотой медалью, там же получил права тракториста-машиниста 3-го класса широкого профиля.
В 1982 году поступил в МГИМО МИД СССР на факультет международных отношений (Западное отделение), который с отличием окончил в 1987 году. В 2003 году окончил специальный курс для руководящего состава при Дипломатической академии Министерства иностранных дел Российской Федерации (МИД России).
С 1987 по 2006 год работал в советских и российских дипломатических представительствах в ФРГ (Бонн) и США (Хьюстон).

## Дипломатическая работа
С 1987 по 1992 годы работал в должности атташе в посольствах СССР и Российской Федерации в ФРГ.
С 1992 по 1995 годы — в четвёртом Европейском департаменте МИД России.
С 1995 года в должности первого секретаря вновь был направлен в дипломатическое представительство РФ в Германии, в Берлин, где и проработал до 1998 года. Платошкину, по его словам, удалось добиться возвращения звания почётного гражданина города Берлина первому советскому коменданту Берлина Николаю Берзарину, так как после воссоединения Германии в 1990 году все советские граждане были лишены такого звания. 
В 1998 году возглавил отдел Армении МИД России.
С мая 2004 по 2006 годы в должности вице-консула работал в консульстве России в Хьюстоне. Стоял у истоков открытия Русского культурного центра в столице Техаса.
По собственным словам, владеет четырьмя иностранными языками: немецким, английским, чешским, испанским.

## Научная и преподавательская деятельность

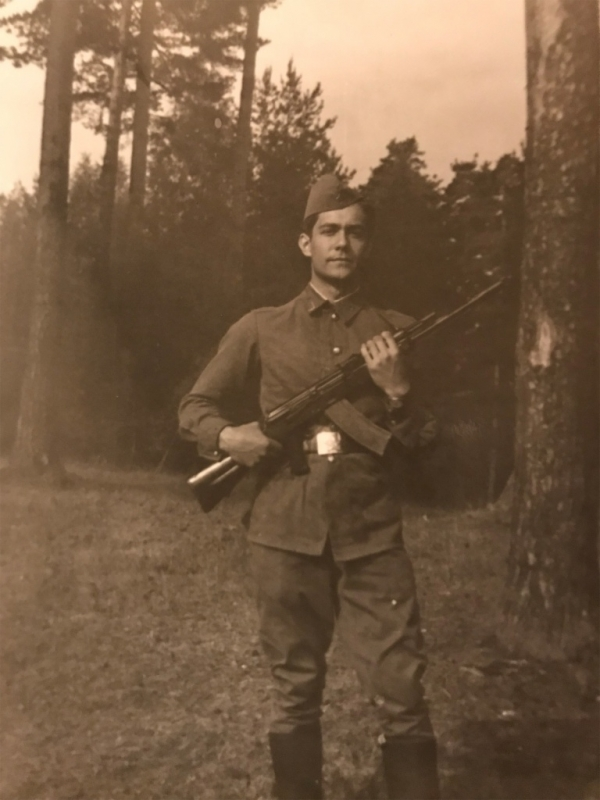
Николай Платошкин в армии

Основные сферы научной деятельности: история Германии, история стран Латинской Америки, история Испании, история Чехии, вопросы текущих международных отношений и внешней политики России, современная политика ФРГ.
В 2003 году в Дипломатической академии МИД России под научным руководством доктора исторических наук, профессора К. Н. Кулматова защитил диссертацию на соискание учёной степени кандидата исторических наук по теме «Мемельский (Клайпедский) вопрос в международных отношениях» (специальность 07.00.15 — история международных отношений и внешней политики).
В 2009 году в Московском городском педагогическом университете защитил диссертацию на соискание учёной степени доктора исторических наук по теме «Причины и ход Берлинского кризиса 1953—1961 гг.» (специальность 07.00.03 — «всеобщая история»); научный консультант — доктор исторических наук, профессор Е. И. Хаванов; официальные оппоненты — доктор исторических наук, профессор В. И. Дашичев, доктор исторических наук Л. Г. Истягин и доктор исторических наук, профессор К. П. Щепетов; ведущая организация — Институт Европы РАН.
В 2009 году по итогам творческого конкурса на лучшие материалы, опубликованные в «Военно-историческом журнале» (№ 12, 2008), редакцией журнала Платошкину была присуждена вторая поощрительная премия за статью «Берлинская „блокада“ 1948—1949 гг. Мифы и реальность», помещённую в рубрике «Из истории военно-политических отношений».
В настоящее время является заведующим кафедрой международных отношений и дипломатии Московского гуманитарного университета (до 2021 года).

## Эксперт на ТВ и радио, видеоблогер
Николай Платошкин выступал в качестве эксперта в различных теле- и радиопередачах: «60 минут» на телеканале Россия-1, «Время покажет» на Первом канале, «Место встречи» на телеканале НТВ, «Право голоса» на телеканале ТВ Центр, «Говорит Москва», радио «Комсомольская правда» (до 25 мая 2020 года), Эхо Москвы и других.
В июне 2018 года создал YouTube-канал «Николай Платошкин». Первое время он выкладывал туда свои выступления на телевидении, потом стал высказываться на актуальные темы и видеоотчёты о мероприятиях. На момент возбуждения уголовного дела на YouTube-канал Платошкина было подписано 477 тысяч человек, после окончания процесса — уже 617 тысяч.
8 июля 2022 года был заблокирован и полностью удалён YouTube-канал «Николай Платошкин» с более чем 700 тыс. подписчиков. До удаления Платошкин начал выкладывать видео на резервный канал «Платошкин информ» на случай блокировки основного.
28 февраля 2024 года YouTube удалил каналы «Красное радио», «Красное радио лайв» и канал Николая Платошкина (ранее носил название «Платошкин информ»). 4 марта Youtube удалил канал "Красное Радио 2.0".
4 сентября 2024 года YouTube повторно удалил канал "Красное Радио 2.0" без объяснения причин. До этого времени Платошкин вёл YouTube-канал «Время Платошкина».

## Общественная и политическая деятельность
С 1988 года — кандидат в члены КПСС. В 1989 году отказался от вступления, мотивируя этот шаг несогласием с политикой Генерального секретаря ЦК КПСС Михаила Горбачёва.
В 1993 году принимал участие в выборах в Государственную думу I созыва по Люберецкому одномандатному избирательному округу.
В вопросе событий «Бархатной революции» в Армении поддержал народные протесты и приход к власти Никола Пашиняна.
Выступал с критикой социально-экономической политики Владимира Путина и правительства РФ, в частности, выступил с критикой бюджетного правила, введённого министерством финансов, и плавающего курса рубля.
Участвовал в организованных КПРФ протестах против пенсионной реформы в Москве, призывал сторонников участвовать в митингах.
На выборах глав субъектов Федерации 9 сентября 2018 года призывал голосовать против «Единой России». Осенью 2018 года на выборах главы республики Хакасия поддержал кандидата от КПРФ В. Коновалова, а на губернаторских выборах в Приморье — А. Ищенко.
9 декабря 2018 года выступил против возможной передачи Курильских островов Японии, раскритиковав риторику официальных лиц России. 20 января 2019 года выступил на митинге «Курилы — наши».
После смены власти на Украине в феврале 2014 года предлагал «разрыв отношений с Украиной» и «непризнание фашистского режима». Поддерживает аннексию Крыма. Выступал за признание ДНР и ЛНР с 2014 года. Говорил, что «Россия должна занять активную позицию в деле свержения бандеровского режима на Украине».
В 2019 году на выборы в Московскую городскую думу выдвинул вместо себя и поддержал выигравшего впоследствии эти выборы С. В. Савостьянова. Сам же 19 июня 2019 года был выдвинут от КПРФ на довыборах в Государственную думу РФ VII созыва по 70-му избирательному округу (северная часть Хабаровского края, часть Хабаровска и Комсомольск-на-Амуре), по результатам выборов занял второе место (первым стал кандидат от ЛДПР Иван Пиляев — однопартиец бывшего губернатора Хабаровского края С. Фургала).
Считает В. И. Ленина самым человечным и выдающимся государственным деятелем России. Положительно оценивает деятельность И. В. Сталина.
В 2020 году на базе движения «За новый социализм» создал и возглавил «Социалистическую партию Российской Федерации» (СПРФ), избравшись на учредительном съезде её председателем. Однако министерство юстиции отказало в регистрации партии.
В 2021 году на предвыборном съезде КПРФ Платошкин призвал левые силы сплотиться вокруг КПРФ на выборах в Государственную думу (2021).
В 2022 году поддержал заявление Путина о признании независимости ДНР и ЛНР и вторжение России на Украину, заявив, что это именно «спецоперация», а не «война». Считает, что война на Украине выгодна США, которые, используя Украину для ослабления РФ и контроля над Европой, наживаются на конфликте.
Национальное агентство по предотвращению коррупции Украины выступило с инициативой о введении против Платошкина международных санкций. В обосновании говорится, что Платошкин «антиукраинский пропагандист, сторонник оккупации Крыма. Известен извращением и ложной трактовкой международного права для оправдания вооруженной агрессии РФ против Украины на Донбассе».
В прениях по основному докладу на IV (июльском) Пленуме ЦК КПРФ выступил Н. Н. Платошкин. «Левые силы в Европе пребывают в растерянности», — отметил Николай Николаевич. Он посоветовал руководству Компартии организовать международный форум, на который могут собраться антифашисты для выработки единой позиции. Также Платошкин рекомендовал усилить борьбу за влияние в массах, выводя их из-под влияния либералов. Кроме того, выступающий заявил о необходимости выработки новой концепции образовательной системы совместно с преподавателями.

### Движение «За новый социализм»
В начале января 2019 года на своей странице в социальной сети Facebook Платошкин разместил видео, где объявил о намерении создать общественно-политическое объединение «За новый социализм» и изложил основные пункты программы этого движения (целью движения является восстановление социализма в России путём выборов). Обновлённый социализм предполагается, как социалистический общественный строй при сохранении частной собственности на средства производства, с поддержкой государством малого и среднего бизнеса, при полной многопартийной демократии и многообразии мнений, со смешанной экономикой.
Виктор Трушков (д.ф.н., профессор), ознакомившись с программой движения «За новый социализм», раскритиковал его и обвинил Платошкина в оппортунизме и «культе личности»: «Заслуживают внимания уже само название и подача главного документа движения: „ПРОГРАММА Н. Н. ПЛАТОШКИНА — Программа Движения за новый социализм (ПОЛНАЯ ВЕРСИЯ)“. <…> От пролетарской революции платошкинское воинство воротит нос: на неё в программе наложено табу. Видно, делегатам съезда приверженцев нового социализма по душе формула неолиберала Н. Сванидзе: „Я не радикал какой-нибудь, не экстремист. Я всегда могу найти общий язык с властью“».

## Уголовное преследование
4 июня 2020 года Следственным комитетом России в отношении Платошкина было возбуждено уголовное дело по признакам преступлений, предусмотренных ч. 1.1 ст. 212 УК России (склонение или иное вовлечение лица к совершению массовых беспорядков, сопровождавшихся насилием, погромами, поджогами, уничтожением имущества, применением оружия, взрывных устройств, взрывчатых, отравляющих либо иных веществ и предметов, представляющих опасность для окружающих, а также оказанием вооружённого сопротивления представителю власти), а также ст. 207.1 УК России (публичное распространение заведомо ложной информации об обстоятельствах, представляющих угрозу жизни и безопасности граждан). Утром в квартире Платошкина был проведён обыск, в результате которого, по словам его супруги, забрали компьютеры, камеру, баннер, на фоне которого видеоблогер снимал свои видео, а также семейные сбережения. Каких-либо повесток из СК до этого Платошкин не получал. У жены политика Анжелики Глазковой следователь изъял 200 тысяч рублей и 13 тысяч долларов, которые, с её слов, не вернули и после решения суда. После обыска политик был задержан и доставлен в СК России. Вечером Басманный районный суд г. Москвы отправил политика под домашний арест до 2 августа, после чего прошёл новый обыск по месту официальной прописки Платошкина.
Поводом для обвинения по статье о массовых беспорядках стали несколько видеороликов Платошкина на YouTube, обвинение по статье 207.1 УК также касалось видеороликов: по версии следствия, во время пандемии общественный деятель призывал к нарушению ограничительных мер. Почти за год следственная группа из ГСУ СК собрала гигантское количество материалов — 27 томов. Всего по статье о подстрекательстве беспорядков квалифицирован 21 ролик — многочасовые записи встреч со сторонниками, радиостримы и политические прокламации, которые по-прежнему доступны на YouTube-каналах Платошкина или его соратников. По статье о распространении фейковых новостей про коронавирус следователь квалифицировал только полуторачасовой созвон в Zoom, где Платошкин и 15 его соратников обсуждают эпидемию в регионах. К моменту возбуждения уголовного дела запись посмотрели более 450 тысяч человек. За время домашнего ареста Платошкин трижды был в больнице, однажды в предынфарктном состоянии. В ходе судебного процесса политика госпитализировали с гипертонией, позже он заболел вирусной пневмонией.
15 июня 2020 года организация Amnesty International признала Платошкина узником совести. 13 июля 2020 года организация «Мемориал» признала Николая Платошкина политическим заключённым.
19 мая 2021 года признан Гагаринским районным судом Москвы виновным в склонении к массовым беспорядкам и публичном распространении заведомо ложной информации и приговорён к пяти годам лишения свободы условно и штрафу в размере 700 тысяч рублей. В сентябре Платошкин оспорил приговор в Мосгорсуде. 7 сентября Мосгорсуд смягчил приговор, снизив срок лишения свободы на 3 месяца и сократив размер штрафа с 700 тыс. до 500 тыс. рублей.

## Личная жизнь
- Первый брак распался[78].
- Вторая жена — Глазкова Анжелика Егоровна (род. 1968)[79]. Выдвинута КПРФ кандидатом в депутаты Госдумы на выборах 2021 года по региональному списку партии по Республике Алтай, Республике Тыва и Алтайскому краю, избрана депутатом Государственной думы VIII созыва по партийному списку КПРФ от Алтайского края[80].

## Оценки и мнения

### Критика
Писатель Михаил Веллер обвинил Платошкина в манипулировании статистикой: «Это как один кретин по фамилии Платошкин закричал на одной дискуссии: „А вы знаете, что на Аляске было продано 40 миллионов тройских унций золота?“. Унциями это на торгах определяют цену, государственные запасы они в тоннах, когда вы это переводите в тонны и делите на годы там получается, что Аляска на самом деле убыточна. Это что касается манипулирования статистикой».
Российский военный эксперт Игорь Стрелков считает Платошкина управляемой фигурой, мелким и неудачным проектом Кремля, обращая внимание, что в его поддержку работает много ботов. При этом Стрелков никак не объясняет, в чем состоял сам проект. Он также обвинил Платошкина в том, что он сначала поддержал митинг против передачи Курильских островов Японии, но потом в газете полностью дезавуировал то, что он говорил за день до этого, причём в скандальной форме и с личными выпадами, однако Стрелков не указывает ни названия статьи, ни то, в какой газете она была опубликована.
12 июня 2023 года, на канале «Книжный дом на Добрынинской» было опубликовано видео «Вечер памяти: историка Ю. Н. Жукова», в котором выступали А. Колпакиди и Е. Спицын. Историк Е. Спицын подверг критике программу Н. Платошкина «За новый социализм». Он заявил, что несмотря на вклад в историческую науку, «Н. Платошкин практически ничего реально не знает про НЭП. НЭП, который исповедует Платошкин равносилен тому НЭПу о котором заявляли в период перестройки, такие как М. С. Горбачёв. Его представление о НЭПе весьма конъюнктурны, ведь реабилитация НЭПа во времена Л. И. Брежнева привела к внедрению материальных стимулов в советскую экономику и продолжился слом сталинской экономики, начавшейся в 1955 году Н. С. Хрущёвым».

## Научные труды
Автор монографий, учебных пособий и статей, в том числе и в таких рецензируемых ВАК журналах как «Международная жизнь», «Военно-исторический журнал».

### Монографии
- Платошкин Н. Н. Жаркое лето 1953 года в Германии: впервые о восстании рабочих в ГДР. — М.: Олма-Пресс, 2004. — 380 с. — (Досье). — ISBN 5-94849-577-9.
- Платошкин Н. Н. Гражданская война в Испании. 1936—1939 гг. — Олма-Пресс, 2005. — 478 с. — (Архив). — ISBN 5-224-04456-1.
- Платошкин Н. Н. Убийство президента Кеннеди. Ли Харви Освальд — убийца или жертва?: [русская версия преступления]. — М.: Молодая гвардия, 2007. — 349 с. — (Дело N…). — ISBN 978-5-235-03001-5.
- Платошкин Н. Н. История Мексиканской революции: в 3 томах. — М.: Ун-т Дмитрия Пожарского, 2011. — Т. 1: Истоки и победа 1810—1917 гг. — 428 с. — ISBN 978-5-91244-034-2.
- Платошкин Н. Н. История Мексиканской революции: в 3 томах. — М.: Ун-т Дмитрия Пожарского, 2011. — Т. 2: Выбор пути 1917—1928 гг. — 449 с. — ISBN 978-5-91244-035-9.
- Платошкин Н. Н. История Мексиканской революции: в 3 томах. — М.: Ун-т Дмитрия Пожарского, 2011. — Т. 3: Время радикальных реформ 1928—1940 гг. — 366 с. — ISBN 978-5-91244-036-6.
- Платошкин Н. Н. Чили 1970—1973 гг.: Прерванная модернизация. — М.: Ун-т Дмитрия Пожарского: РФСОН, 2011. — 488 с. — ISBN 978-5-91244-039-7.
- Платошкин Н. Н. Интервенция США в Доминиканской республике 1965 года. — М.: Ун-т Дмитрия Пожарского: РФСОН, 2012. — 400 с. — ISBN 978-5-91244-086-1.
- Платошкин Н. Н. Сандинистская революция в Никарагуа: предыстория и последствия. — М.: Ун-т Дмитрия Пожарского: РФСОН, 2015. — 781 с. — (Холодная война. История Латинской Америки). — ISBN 978-5-91244-103-5.
- Платошкин Н. Н. Гренадская революция и интервенция США (1979—1983 гг.). — М.: Изд-во МосГУ, 2015. — 340 с. — ISBN 978-5-906768-83-4.
- Платошкин Н. Н. Венесуэла и Чавес: биография страны и человека. — М.: Изд-во МосГУ, Кафедра истории и международных отношений, 2015. — 458 с. — ISBN 978-5-906822-28-4.
- Платошкин Н. Н. Весна и осень чехословацкого социализма. Чехословакия в 1938—1968 гг.: в 2 частях. — М.: Ун-т Дмитрия Пожарского: РФСОН, 2016. — Т. 1: Весна чехословацкого социализма, 1938—1948 гг. — 459 с. — (Холодная война). — ISBN 978-5-91244-119-6.
- Платошкин Н. Н. Весна и осень чехословацкого социализма. Чехословакия в 1938—1968 гг.: в 2 частях. — М.: Ун-т Дмитрия Пожарского: РФСОН, 2016. — Т. 2: Осень чехословацкого социализма, 1948—1968 гг. — 565 с. — (Холодная война). — ISBN 978-5-91244-164-6.
- Платошкин Н. Н. Че Гевара. — М.: Молодая гвардия, 2017. — 699 с. — (ЖЗЛ; Вып. 1818 [1618]). — ISBN 978-5-235-03728-1.
- Платошкин Н. Н. Американская разведка против Гитлера. — М.: Вече, 2017. — 317 с. — (Гриф секретности снят). — ISBN 978-5-4444-5661-3.
- Платошкин Н. Н. Американская разведка против Сталина. — М.: Вече, 2017. — 412 с. — (Гриф секретности снят). — ISBN 978-5-4444-5585-2.
- Платошкин Н. Н. Роберт Кеннеди. — М.: Тов-во науч. изд. КМК, 2017. — 264 с. — ISBN 978-5-9909884-6-0.
- Платошкин Н. Н. Танго со смертью: в 2 томах. — М.: Тов-во науч. изд. КМК, 2018. — Т. 1. — 547 с. — ISBN 978-5-907099-26-5.
- Платошкин Н. Н. Танго со смертью: в 2 томах. — М.: Тов-во науч. изд. КМК, 2018. — Т. 2. — 592 с. — ISBN 978-5-907099-28-9.

### Статьи в научных журналах
- Параллельная кривая: Кто и как фальсифицирует историю и итоги Второй мировой войны. Архивировано из оригинала 30 июня 2018 года.
- Забытый пособник Гитлера: Оккупация Польшей территории Чехословакии в 1938 году. Архивировано из оригинала 30 июня 2018 года.
- Чехословацкий фронт Третьей мировой. Архивировано из оригинала 30 июня 2018 года.
- Пятиконечная звезда. История и современность. Архивировано из оригинала 30 июня 2018 года.
- «Широкие грабли» против УПА. Архивировано из оригинала 30 июня 2018 года.
- Воздушные бои над Заливом Свиней в апреле 1961 года. Архивировано из оригинала 30 июня 2018 года.
- Особенно ожесточённо оборонялся гарнизон имеющей важное значение крепости Брест. Архивировано из оригинала 30 июня 2018 года.
- Освобождение Гамбурга русскими войсками в 1813—1814 гг. Архивировано из оригинала 30 июня 2018 года.
- Борьба советских вооружённых сил против Украинской повстанческой армии (УПА) в 1944—1945 гг. Архивировано из оригинала 30 июня 2018 года.
- Жизнь и бессмертие Альты. Архивировано из оригинала 30 июня 2018 года.
- Военное сотрудничество ГДР с развивающимися странами Ближнего Востока и Африки. Архивировано из оригинала 30 июня 2018 года.
- Сотрудничество западных спецслужб и украинских националистов в первые послевоенные годы. Архивировано из оригинала 30 июня 2018 года.
- Принудительный труд в нацистской Германии. Архивировано из оригинала 30 июня 2018 года.
- Обеспечение населения Германии продуктами питания в годы Второй мировой войны. Архивировано из оригинала 30 июня 2018 года.
- Объединение Германии: как это было. Архивировано из оригинала 30 июня 2018 года.
- Подрывная деятельность США против Чили — осень 1970 года. Архивировано из оригинала 30 июня 2018 года.
- От аншлюса к нейтралитету: Долгий путь к Австрийскому государственному договору. Архивировано из оригинала 30 июня 2018 года.
- Варшавское восстание 1944 года: мифы и реальность. Архивировано из оригинала 30 июня 2018 года.
- «Пражская весна»: мифы и факты. Архивировано из оригинала 30 июня 2018 года.
- «Европейский канцлер» или закат эры Ангелы Меркель? interaffairs.ru. Дата обращения: 23 марта 2020.
- Увидеть Евросоюз… или Литва как зеркало евроинтеграции. interaffairs.ru. Дата обращения: 23 марта 2020.
- Организация украинских националистов и её связь с нацистской Германией. interaffairs.ru. Дата обращения: 23 марта 2020.
- Борьба польских вооружённых сил против украинских националистов в 1944—1947 годах. interaffairs.ru. Дата обращения: 23 марта 2020.
- Греческий кризис: кто виноват и что делать? interaffairs.ru. Дата обращения: 23 марта 2020.
- Причины гражданской войны в Сирии. interaffairs.ru. Дата обращения: 23 марта 2020.
- Эди Рама — новая албанская реальность? interaffairs.ru. Дата обращения: 23 марта 2020.
- «Ямайка» в Бундестаге? interaffairs.ru. Дата обращения: 23 марта 2020.
- Вальтер Ульбрихт: начало пути (штрихи к политической биографии). cyberleninka.ru. Дата обращения: 23 марта 2020.
- Депортации и перемещения гражданского населения в ходе военных конфликтов (в соавторстве с С. А. Ващенковым)[84]
- Преследования нацистских преступников в ФРГ в 50-е годы[85]
- Может ли региональный кризис привести к мировой войне: уроки берлинского кризиса 1961 года и современность[86]
- Берлинская блокада 1948—1949 гг.: мифы и реальность[87]
- Попытка нового взгляда на экономическое соревнование ГДР и ФРГ[88]
- Берлин в августе 1961 г.: установление пограничного режима[89]

### Переводы
- Люттвак Э. Н. Возвышение Китая наперекор логике стратегии. — М.: Университет Дмитрия Пожарского, 2016.
- Люттвак Э. Н. Стратегия. Логика войны и мира. — М.: Университет Дмитрия Пожарского, 2016.
- Люттвак Э. Н. Государственный переворот: Практическое пособие = Coup d'État: A Practical Handbook. — М.: Университет Дмитрия Пожарского, 2012. — ISBN 978-5-91244-021-2.

### Редактор
- Украинский национализм как угроза национальной безопасности России: Материалы межвузовского круглого стола (Москва, 25 февраля 2015 г.) / науч. ред. Н. Н. Платошкин . — М.: Изд-во МосГУ, 2015. — 77 с. — ISBN 978-5-906768-69-8.
- Борьба против фальсификации истории Второй мировой войны: 70-летию Великой Победы посвящается: Материалы межвузовского круглого стола (Москва, 23 апреля 2015 г.) / науч. ред. Н. Н. Платошкин . — М.: Изд-во МосГУ, 2015. — 58 с. — ISBN 978-5-906822-00-0.
- Концепция смены режима как инструмент внешней политики США: Материалы международного межвузовского круглого стола (Москва, 6 апреля 2016 г.) / отв. ред. Н. Н. Платошкин . — М.: Изд-во МосГУ, 2016. — 97 с. — ISBN 978-5-906822-92-5.